# Monströse Koalition

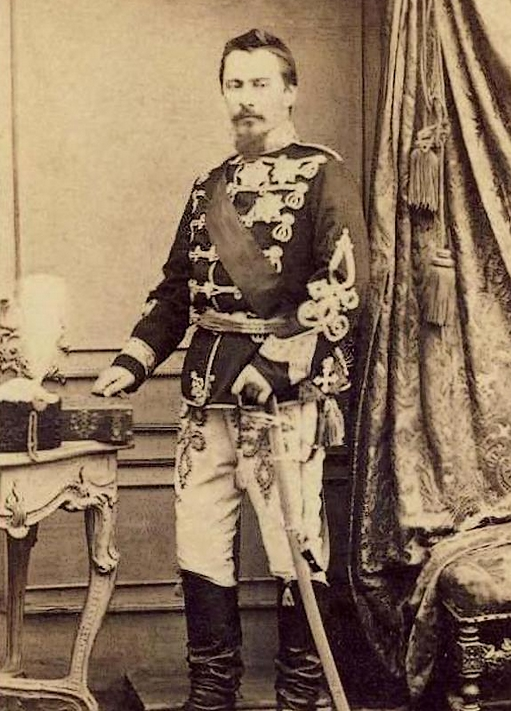
Fürst Cuza als Regent des Fürstentums Rumänien

Als Monströse Koalition (rumänisch: Monstruoasa coaliție) wird in der rumänischen Geschichte das widersprüchliche Bündnis zwischen Konservativen und Rechtsliberalen bezeichnet, welches 1866 die Entmachtung von Alexandru Ioan Cuza, dem Fürsten des Fürstentums Rumänien, bewirkte. Es handelt sich um eine zeitgenössische Bezeichnung, welche damals von den Befürwortern der Herrschaft Cuzas geprägt wurde.

## Hintergrund
1859 kam es zur lange angestrebten Vereinigung der Donaufürstentümer Walachei und Moldau, welche seit Jahrhunderten unter osmanischer Oberherrschaft standen. Durch die Doppelwahl Alexandru Ioan Cuzas sowohl zum Fürsten der Moldau als auch der Walachei entstand das Fürstentum Rumänien, welches letztlich die Grundlage für den ab 1878 vollständig unabhängigen rumänischen Nationalstaat bilden sollte. Der neue Fürst Cuza machte sich jedoch schnell Feinde. Seine Regierung war zwar liberal, jedoch im Stil an jenen des autoritären französischen Kaisers Napoleon III angelehnt. Cuza brachte die mächtige Klasse der Bojaren gegen sich auf, indem er sich an einer Bodenreform versuchte, welche den Bauernstand an ihn binden sollte. Dies wurde von den Bojaren jedoch unterbunden, die Reform konnte am Ende weder die Grundbesitzer noch die Bauern zufriedenstellen. Zudem machte er sich durch die Verstaatlichung kirchlichen Besitzes Feinde. Indes wurde Cuzas Herrschaft immer autoritärer: Durch umstrittene Verfassungsänderungen wies er sich selbst mehr Befugnisse zu, 1864 führte er einen Staatsstreich durch, wodurch sich die politische Landschaft zunehmend in zwei Lager der Befürworter und der Gegner des Fürsten spaltete. Schließlich überbrückten die Gegner Cuzas ihre inneren Widersprüche und bildeten ein Lager aus Konservativen, welche den grundbesitzenden Bojaren nahestanden, und Liberalen, welche dem aufstrebenden städtischen Bürgertum nahestanden. Die Führer dieser Koalition waren der radikale Constantin A. Rosetti, der konservative Lascăr Catargiu und der gemäßigte Ion Ghica, allesamt spätere Ministerpräsidenten Rumäniens. In der Nationalversammlung blieben Politiker unter Führung von Ion C. Brătianu und Mihail Kogălniceanu dem Fürsten treu. Im Jahr 1866 führte die „Monströse Koalition“ schließlich einen Staatsstreich durch. Am Morgen des 11. Februar verschaffte sich eine Gruppe von Militärs Zugang zum Fürstenpalast und zwang Cuza unter dem Vorwurf des Landesverrats zur Abdankung. Er wurde später durch den nachmaligen König Carol I., Karl von Hohenzollern-Sigmaringen ersetzt. Fürst Cuza ging ins Exil, welches er in Paris und Wien verbrachte.